# Украинский биохимический журнал
Украинский биохимический журнал (англ. The Ukrainian Biochemical Journal) — научный журнал, основанный Институтом биохимии АН УССР в 1926 году.
Журнал является первым научным журналом по биохимии в СССР. Первым редактором был академик А. В. Палладин. До 1933 выходил под названием «Научные записки Украинского биохимического института/Berichte des Ukrainischen Biochemischen Institutes». В 1931—78 публиковался на украинском языке, с 2016 выходит на английском. Журнал издаётся в Киеве, ежегодно одним томом (6 выпусков).